# Oldřich Kaiser
Oldřich Kaiser (* 16. května 1955 Liberec) je český herec, zpěvák a komik, držitel čtyř Českých lvů v hereckých kategoriích.

## Život
Pochází z Liberce, kde navštěvoval dramatický kroužek LŠU. Vystudoval herectví na konzervatoři v Brně (1973) a na Divadelní fakultě AMU v Praze. AMU absolvoval v roce 1977 společně s Ondřejem Pavelkou, Julií Jurištovou či Milenou Steinmasslovou.
V letech 1977–1985 působil v Divadle na Vinohradech, hrál především charakterní role (například Romea ve Shakespearově tragédii Romeo a Julie). Poté v roce 1985 nastoupil do Studia Ypsilon, to tvořilo jeho nejprogresivnější éru. Vytvořil zde několik výrazných postav (například S. S. Podsekalnikov v komedii Sebevrah nebo Matěj Poctivý v komedii Matěj Poctivý), rozhlasových her i improvizací. V roce 1993 přijal angažmá do Národního divadla, setrval v Národním divadle až do roku 1999. V současné době hraje v Divadle Kalich.
Spolu s Jiřím Lábusem od roku 1979 tvořili nerozlučnou komediální dvojici. Vytvořili společně několik pořadů: Možná přijde i kouzelník (1982) či improvizační Ruskou ruletu (1994). Účinkoval i ve vlastních agenturních pořadech (například Pachtění, 1987; Jsme sví, 1988). Rovněž spolu vytvořili televizní pořad Zeměkoule (2000), v něm parodovali televizní hlasatele. Od roku 1991 natáčejí „nekonečný“ rozhlasový improvizační seriál Tlučhořovi, který překročil v roce 2015 tisíc dílů.
V letech 1980 až 2005 byla jeho manželkou česká herečka Naďa Konvalinková. Mají spolu dceru Karolínu.
V roce 2012 nastoupil potřetí do protialkoholní léčebny v Červeném Dvoře, kde strávil tři měsíce a následně začal abstinovat. V roce 2020 se oženil s písničkářkou Dášou Vokatou.
Je po něm pojmenován druh střevlíka (Cychrus kaiseri). Objevil jej společně s entomologem a neurochirurgem Vladimírem Benešem v létě 2004 v Asii.
V červenci 2019 prodělal infarkt myokardu.

## Filmová a televizní tvorba

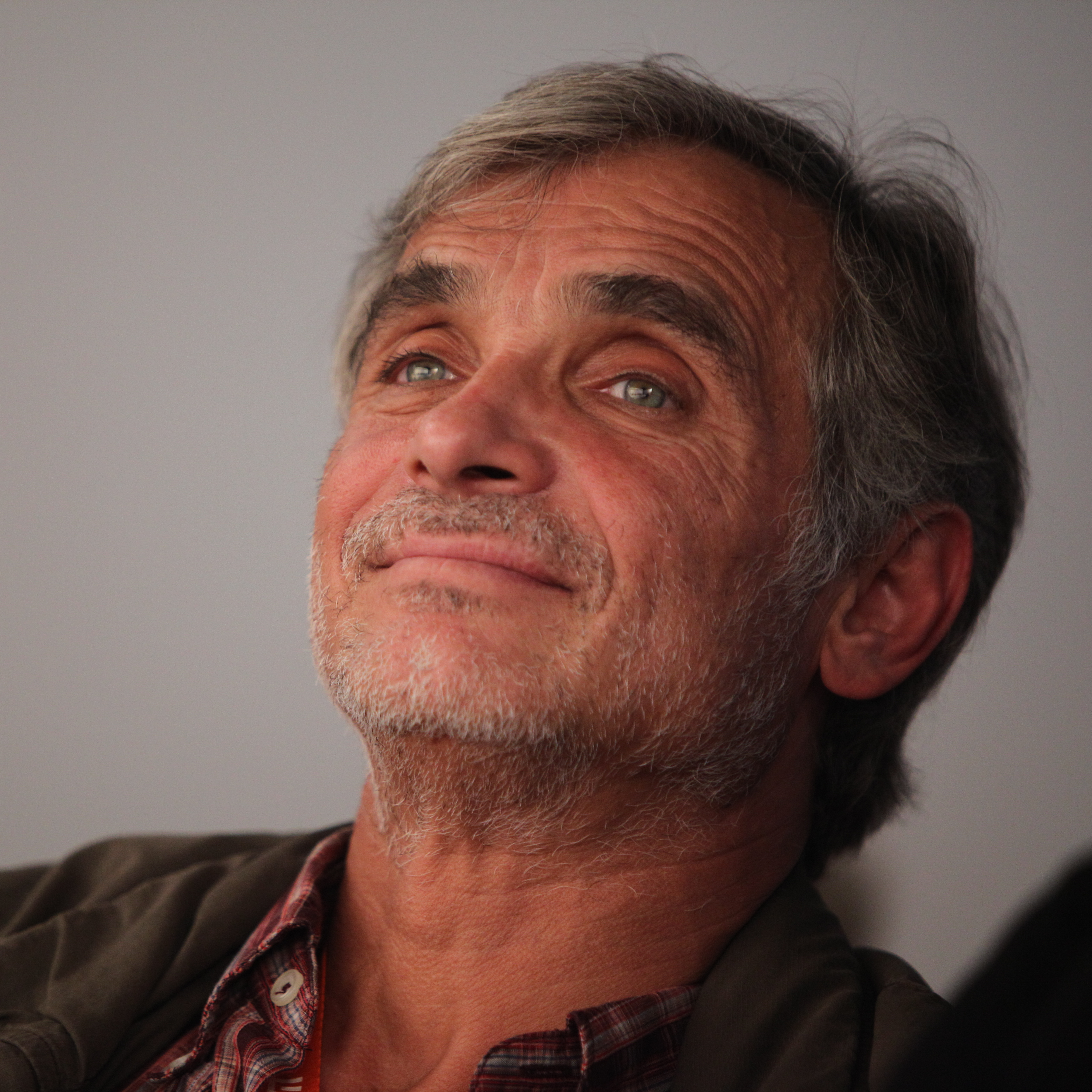
Oldřich Kaiser na MFF Karlovy Vary (2009)

Během kariéry hrál v mnoha filmech a seriálech. V roce 1988 byl dokonce v žebříčku časopisu Kino zvolen nejoblíbenějším československým hercem.
Poprvé seobjevil před kamerou   roce 1971 ve filmu Kat nepočká. Zde měl malou roli homosexuálního portýra vedle Jiřiny Bohdalové a Radoslava Brzobohatého. Popularitu mu ale přinesl film režiséra Karla Kachyni ještě na brněnské konzervatoři. Karel Kachyna jej obsadil vedle Jaroslavy Schallerové jako hlavního hrdinu poetického příběhu Láska (1973). S Karlem Kachyňou natočil v roce 1978 Setkání v červenci. Hraje v něm studenta Jakuba na letním kurzu angličtiny, kde se zamiluje do angličtinářky. V 80. letech byl zaškatulkován především do rolí milovníků (Maturita za školou, Hořká vůně léta, Já nejsem já, Můj hříšný muž). Skutečně na dno svých fyzických sil si Oldřich Kaiser sáhl ve filmu Jána Piroha Sagarmatha (1988). Film se natáčel přímo v Himálaji pod Mount Everestem v základním táboře.
V 90. letech 20. století se před kamerou Oldřich Kaiser objevoval jen zřídka. Exceloval především v Troškově Slunci, senu nebo Michálkově debutu Amerika (1994) či televizní inscenaci Hodiny od Fourniera (1995).
V poslední době se objevil například ve filmech Tmavomodrý svět, Žralok v hlavě, Líbáš jako Bůh, Masaryk, Muž se zaječíma ušima. Hrál také hlavní roli v Menzelově adaptaci Hrabalova díla Obsluhoval jsem anglického krále. V televizních seriálech ztvárnil role např. v 30 případech majora Zemana, Nemocnici na kraji města či Dynastii Nováků.

## Kauza Blesk
V říjnu 2022 v odvolacím řízení vyhrál soudní spor s vydavatelstvím Czech News Center (CNC) o nepravdivost informace deníku Blesk o jeho příbuzenském vztahu s československým prezidentem Antonínem Zápotockým. Ve videu ze série Potomci slavných v květnu 2017 na webu Blesk.cz v rozhovoru moderovaném Zuzanou Bubílkovou údajný synovec Antonína Zápotockého Vladimír Zápotocký zmínil, že jeho sestřenice je maminkou Oldřicha Kaisera a že hercův otec byl architektem, který pil a dostával stranické zakázky. Citace se pak objevily i v psaném článku a převzala je i další média. Podle soudu informace o příbuznosti byly mylné a šlo zřejmě o jiného Oldřicha Kaisera. Původně přiznané odškodné 250 tisíc Kč odvolací soud zvýšil na 400 tisíc Kč, Oldřich Kaiser původně požadoval 5 milionů Kč.

## Divadelní role (výběr)
- 1977 George S. Kaufman, Moss Hart: Přišel na večeři, Richard Stanley, Divadlo na Vinohradech, režie: Stanislav Remunda
- 1980 James Aldridge: Poslední záblesk, Kit, Divadlo na Vinohradech, režie: Jaroslav Dudek
- 1982 Nikolaj V. Gogol: Revizor, Dobčinskij, Divadlo na Vinohradech, režie: Jan Kačer
- 1983 William Shakespeare: Richard III., Dorset, Divadlo na Vinohradech, režie: Jaroslav Dudek
- 1988 Nikolaj Erdman: Sebevrah, S. S. Podsekalnikov, sebevrah, Studio Ypsilon, režie: Jan Schmid
- 1998 William Shakespeare, Othello, Jago, Národní divadlo, režie: Ivan Rajmont

## Ocenění a nominace
- 2014: Nominace – Slnko v sieti za Nejlepší mužský herecký výkon (Klauni)[7]
- 2016: Ocenění – Český lev za Nejlepší mužský herecký výkon ve vedlejší roli (Masaryk)
- 2017: Ocenění – Český lev za Nejlepší mužský herecký výkon ve vedlejší roli (Po strništi bos)
- 2017: Ocenění – Slnko v sieti za Nejlepší mužský herecký výkon ve vedlejší roli (Masaryk)[8]
- 2021: Ocenění – Český lev za Nejlepší mužský herecký výkon ve vedlejší roli (Muž se zaječíma ušima)
- 2022: Ocenění – Slnko v sieti za Nejlepší mužský herecký výkon ve vedlejší roli (Muž se zaječíma ušima)[9]
- 2025: Ocenění – Český lev za Nejlepší herec v hlavní roli (Zahradníkův rok)[10]
- 2025: Ocenění – Výroční cena AČFK[11]

## Filmografie
- Kat nepočká (1971) (TV)
- Maturita za školou (1973)
- Láska (1973)
- Zrcadlo pro Kristýnu (1975)
- Plavení hříbat (1975)
- Podivný výlet (1977)
- Šestapadesát neomluvených hodin (1977)
- Stín létajícího ptáčka (1977)
- Setkání v červenci (1978)
- Nemocnice na kraji města (1981) (TV seriál)
- Velká sázka o malé pivo (1981) (TV)
- Revue na zakázku (1982)
- Sny o Zambezi (1982)
- Putování Jana Amose (1983)
- Rumburak (1984)
- Barrandovské nokturno aneb Jak film tančil a zpíval (1984)
- Komediant (1984)
- Povídky malostranské (1984) (TV)
- Slečna Máry (1984) (TV)
- Já nejsem já (1985)
- Stín kapradiny (1985)
- Chobotnice z II. patra (1986)
- Můj hříšný muž (1986)
- Velká filmová loupež (1986)
- Sagarmatha (1988)
- Vyžilý Boudník (1990)
- Slunce, seno, erotika (1991)
- Mozart v Praze (1991)
- Kaiser – Lábus: Sametových deset minut s? (1992)
- Deset minut s… (1992) (TV)
- Pension Lola (1993) (TV)
- Amerika (1993)
- Dobrodružství pod postelí (1997) (TV)
- Tmavomodrý svět (2001)
- Mazaný Filip (2003)
- Můj otec a ostatní muži (2003) (TV)
- Non plus ultras (2004)
- Josef a Ly (2004) (TV seriál)
- Černí baroni (2004) (TV seriál)
- Žralok v hlavě (2005)
- Revizor, ČT[12]
- Obsluhoval jsem anglického krále (2006)
- Líbáš jako Bůh (2009)
- Kuky se vrací (2010)
- Pouta (2010)
- Habermannův mlýn (2010)
- Vendeta (2011)
- Odcházení (2011)
- Kaiser Kanner Dirigent (2011) (dokumentární)
- Líbáš jako ďábel (2012)
- Klauni (2013)
- Tři bratři (2014)
- Po strništi bos (2017)
- Masaryk (2016)
- Rudý kapitán (2016)
- Dívka za zrcadlem (2018)
- Úhoři mají nabito (2019)
- Muž se zaječíma ušima (2020)
- Poslední závod (2022)
- Vánoční příběh (2022)
- Zahradníkův rok (2024)

## Audioknihy
- Ivan Martin Jirous – Pravdivý příběh Plastic People (2009) čte: Ivan Martin Jirous a Oldřich Kaiser, připravila: Jana Doležalová, dramaturgie: Jiří Vondráček, hudba: Milan Hlavsa, hrají: The Plastic People of the Universe, režie: Markéta Jahodová.[13]